# Mário Rui
Mário Rui Silva Duarte (sinh ngày 27 tháng 5 năm 1991), hay Mário Rui là một cầu thủ bóng đá người Bồ Đào Nha hiện đang thi đấu ở vị trí hậu vệ trái cho câu lạc bộ Napoli và đội tuyển quốc gia Bồ Đào Nha.
Khởi nghiệp tại Benfica, anh dành phần lớn sự nghiệp chuyên nghiệp của mình ở Ý, chơi bóng cho Empoli, Roma và Napoli tại giải Serie A.
Mário Rui là thành viên đội tuyển quốc gia Bồ Đào Nha tham dự FIFA World Cup 2018.

## Thống kê sự nghiệp

### Câu lạc bộ
Tính đến ngày 14 tháng 4 năm 2024
| Câu lạc bộ          | Mùa giải            | Giải đấu            | Giải đấu | Giải đấu | Cúp quốc gia | Cúp quốc gia | Châu lục | Châu lục | Khác | Khác | Tổng cộng | Tổng cộng |
| Câu lạc bộ          | Mùa giải            | Hạng đấu            | Trận     | Bàn      | Trận         | Bàn          | Trận     | Bàn      | Trận | Bàn  | Trận      | Bàn       |
| ------------------- | ------------------- | ------------------- | -------- | -------- | ------------ | ------------ | -------- | -------- | ---- | ---- | --------- | --------- |
| Fátima (mượn)       | 2010–11             | Segunda Liga        | 25       | 1        | 5            | 0            | —        | —        | —    | —    | 30        | 1         |
| Gubbio (mượn)       | 2011–12             | Serie B             | 31       | 2        | 1            | 0            | —        | —        | —    | —    | 32        | 2         |
| Spezia (mượn)       | 2012–13             | Serie B             | 23       | 0        | 1            | 0            | —        | —        | —    | —    | 24        | 0         |
| Empoli              | 2013–14             | Serie B             | 26       | 0        | 1            | 0            | —        | —        | —    | —    | 27        | 0         |
| Empoli              | 2014–15             | Serie A             | 34       | 0        | 3            | 0            | —        | —        | —    | —    | 37        | 0         |
| Empoli              | 2015–16             | Serie A             | 36       | 0        | 1            | 0            | —        | —        | —    | —    | 37        | 0         |
| Empoli              | Tổng cộng           | Tổng cộng           | 96       | 0        | 5            | 0            | —        | —        | —    | —    | 101       | 0         |
| Roma (mượn)         | 2016–17             | Serie A             | 5        | 0        | 2            | 0            | 2        | 0        | —    | —    | 9         | 0         |
| Napoli (mượn)       | 2017–18             | Serie A             | 25       | 2        | 1            | 0            | 4        | 0        | —    | —    | 30        | 2         |
| Napoli              | 2018–19             | Serie A             | 20       | 1        | 1            | 0            | 10       | 0        | —    | —    | 31        | 1         |
| Napoli              | 2019–20             | Serie A             | 24       | 0        | 4            | 0            | 7        | 0        | —    | —    | 35        | 0         |
| Napoli              | 2020–21             | Serie A             | 27       | 0        | 2            | 0            | 6        | 0        | 1    | 0    | 36        | 0         |
| Napoli              | 2021–22             | Serie A             | 34       | 0        | 0            | 0            | 5        | 0        | —    | —    | 39        | 0         |
| Napoli              | 2022–23             | Serie A             | 22       | 0        | 0            | 0            | 6        | 0        | —    | —    | 28        | 0         |
| Napoli              | 2023–24             | Serie A             | 21       | 0        | 1            | 0            | 4        | 0        | 2    | 0    | 28        | 0         |
| Napoli              | Tổng cộng           | Tổng cộng           | 173      | 3        | 9            | 0            | 42       | 0        | 3    | 0    | 227       | 3         |
| Tổng cộng sự nghiệp | Tổng cộng sự nghiệp | Tổng cộng sự nghiệp | 347      | 6        | 22           | 0            | 42       | 0        | 3    | 0    | 414       | 6         |

1. ↑  Bao gồm Taça de Portugal, Coppa Italia
2. 1 2 3  Số lần ra sân tại UEFA Europa League
3. ↑  Hai lần ra sân tại UEFA Champions League, hai lần ra sân tại UEFA Europa League
4. ↑  Sáu lần ra sân tại UEFA Champions League, bốn lần ra sân tại UEFA Europa League
5. 1 2 3  Số lần ra sân tại UEFA Champions League
6. 1 2  Ra sân tại Supercoppa Italiana

### Quốc tế
| Đội tuyển quốc gia | Năm       | Trận | Bàn |
| ------------------ | --------- | ---- | --- |
| Bồ Đào Nha         | 2018      | 8    | 0   |
| Bồ Đào Nha         | 2019      | 1    | 0   |
| Bồ Đào Nha         | 2020      | 2    | 0   |
| Bồ Đào Nha         | 2022      | 1    | 0   |
| Tổng cộng          | Tổng cộng | 12   | 0   |

## Danh hiệu
Napoli
- Serie A: 2022–23[4]
- Coppa Italia: 2019–20[5]

U20 Bồ Đào Nha
- FIFA U-20 World Cup á quân: 2011[6]

Bồ Đào Nha
- UEFA Nations League: 2018–19[7]